# تيان تشونغ
تيان تشونغ (بالصينية: 田中) هو عسكري صيني، ولد في 1956 في هوانغوا في الصين.